# De fyra moderniseringarna
De fyra moderniseringarna (四个现代化, pinyin: Sì gè xiàndàihuà) var fyra områden som Zhou Enlai lanserade vid den tredje Nationella folkkongressen i december 1964 som viktiga för Kinas framtida utveckling. De fyra moderniseringarna rörde industrin (工业), jordbruket (农业), militären (国防) samt vetenskap och teknik (科学技术). 
De fyra moderniseringarna kom emellertid i skymundan under Kulturrevolutionen och återlanserades först av Deng Xiaoping vid Folkkongressens möte i januari 1975 och blev sedan ledstjärna för Dengs reformprogram.